# Prius (日立製作所)
Prius（プリウス）は、日立製作所がかつて販売したコンシューマ向けパーソナルコンピュータ (PC)。1996年にフローラ (FLORA) のサブブランドとしてFLORA Prius（フローラ・プリウス）ブランドが誕生し、1999年から独立ブランドとなった。

## 概要
S1シリーズを終了して長らくコンシューマ向けPCを販売していなかった日立が、従来企業向けに販売していたフローラからコンシューマ向けモデルを1994年に発売した。1995年にMicrosoft Windows 95の登場に合わせ、コンシューマ向けブランドとしてフローラPXを設け、イメージキャラクターに当時巨人の監督だった長嶋茂雄を起用した。ブランド登場時より一部の機種を除いて法人向けのフローラと筐体を共有した。長嶋が起用されたCMでは一部に関根勤と共演した作品も制作された。
コンシューマPCは一般的にメーカー保証が1年間であったが、フローラは3年保証を謳い信頼性の高さをアピールした。
IPS方式液晶搭載モデル発売、液晶搭載モデルへ一本化、BeOS搭載モデル発売、テレビ番組のタイムシフト録画機能など、AV家電機能も搭載した。
「Prius」ロゴは当初横長でのちに変更した。

## 沿革
- 1996年 : 先進的イメージからラテン語の「～に先立って」"Prius"をブランドとして用いた。1997年にトヨタ自動車がハイブリッド乗用車にプリウス（大文字“PRIUS”表記）を同じ意味で採用した。
- 1997年 : 主力に液晶ディスプレイを採用したモデルをラインナップし、最上位にはIPS方式を採用した広視野角のスーパーTFT液晶を採用した。本体の筐体も、コンパクトな一体型とスリムタワー型をメインとした。省スペース、省エネ、目に優しいパソコンを謳った。その後も、エントリーモデルで液晶ディスプレイをいち早く採用した。
- 1998年 : BeOSプレインストールの限定モデルを販売した。
- 1999年 : MPEG2キャプチャ、HDD録画に加え、タイムシフト機能を初採用したPrius Deckを発売。"FLORA"ブランドから"Prius"ブランドが独立（2002年まではカタログ表紙の端に「FLORA」と小さく書かれていた）。
- 2000年 : DVD-RAMドライブとCD-RWドライブを2台搭載し、現在のDVDレコーダーの基本機能を実現した。このモデル以降、HDDレコーディング可能なパソコンを基本コンセプトとして販売を行う。
- 2002年 : マイナスイオン発生装置を内蔵したモデルを発売。
- 2003年5月 : ディスプレイに20型液晶TV・Woooを組み合わせたコラボレーションモデルを発売。11月、本体がマグネシウム合金製、ジャストA4サイズのPrius Gearを発売。
- 2004年5月 : Prius Deckで、アナログ放送の2番組同時録画対応機を発売。
- 2005年1月 : 一体型モデルが復活。録画番組のハイライトシーンを自動再生する機能をTVモデルに搭載。9月、業界初の、TS方式で録画を行うハードウェアデコード方式の地上波デジタル放送対応機を発売。
- 2006年9月 : 業界初のノートパソコン用地上波デジタル外付けTVチューナーを発売。
- 2007年10月23日 : 日立製作所が一般家庭向けパソコン事業からの撤退を表明、サポート体制のみ残し、生産・新機種の開発を終了。（ごく一部の業務用モデルについては2017年まで販売された)
- 2009年7月1日 : 日立製作所コンシューマ事業グループの事業再編により、サポート体制を日立コンシューマエレクトロニクスへ移管。
- 2013年9月30日 : 点検・修理サービス、簡易パーツ・付属品販売が終了。
- 2014年7月23日 : 安心コールセンターの電話相談をクラブQ&Aに移管、メールサポートが終了。

## 機種のシリーズ
- Prius Deck - フラグシップ機のデスクトップPC（2006年春モデル以降は、日立ダイレクトのみで取扱い）。
- Prius Air - 普及型デスクトップPC。セパレート型。
- Prius One - 一体型デスクトップPC。
- Prius Note - A4サイズのノートPC。
- Prius Gear - モバイルノートPC（末期には存在しなかった）。
- Prius Deck Note - フラグシップのノートPC。（2004年秋冬モデル以降発売されていない）

2006年夏モデルより機種の各シリーズ内で「Type」分けされていた。
デスクトップ
- Type R - Prius Airの高性能モデル
- Type G - Prius Airの普及価格モデル
- Type W - Prius Oneの20型ワイドモデル
- Type S - Prius Oneの17型モデル

ノート
- Type K - Prius Noteの15.4型ワイドモデル

2007年夏モデルは、全機種にWindows Vista Home Premiumを標準搭載。

## 主な機能
- いいとこ観 - 録画番組のハイライトシーンを再生する。同社製品のHDDレコーダー「Wooo」にも搭載された。
- 欲録り - 録画機能の総称。主な機能は、自動起動録画、キーワード自動録画等。
- エコ・ポン・パッ! - 一体型のみのインスタントTV機能であるが、待機電力1.5Wの電源OFF状態からTVを5秒で映し出す。バックグラウンドでOSが起動する「PCモード」と液晶TVとしてのみ動作する「TVモード」の2種類から選択できる。
- 読みワザ - 日立中央研究所で開発された人間のように文章を読みあげるアプリケーション。
- Priusで楽しもう! - プレインストールソフトを画面写真付きで操作説明をしてくれるガイドソフト。

ほかに、デスクトップ本体が横置き可能という特色がある。メーカーが横置き可という保証をしているのは日立だけである。AVラックなどに収納できるなど、設置の自由度が高くなる効果がある。

## 傾向
- 地上波デジタル放送への対応に積極的でデジタル放送とアナログ放送の両方が同じTV視聴ソフトで視聴ができ、なおかつ録画や再生の機能まで同じことを実現しているメーカーは2006年秋冬モデルの時点では日立だけであった。
- 光沢液晶を初めて採用した。

## イメージキャラクター
フローラ時代は長嶋茂雄を起用していたが、その後は伊東美咲を起用していた。また、彼女が出演するテレビドラマの多くはプリウスが使われており、販促品にプレミアが付くこともあった。松坂大輔が登場した時期もあったが松坂の不祥事によって放送されなくなった。
- 1998年夏モデルまで : 長嶋茂雄
- 1998年秋冬 - 1999年夏 : イメージキャラなし
- 1999年秋冬 - 2000年夏 : アメージングツインズ　レオ&ベンソン（香港のデザイナーのオリジナルキャラ）
- 2000年春 - 2000年秋冬 : 松坂大輔（同年9月の交通違反もみ消し事件により降板）
- 2001年春 - 2001年夏 : イメージキャラなし
- 2001年秋冬 - 2007年撤退まで : 伊東美咲